# Rudolphsberg
Rudolphsberg (oberfränkisch: Rudolfsbärch) ist ein Gemeindeteil der Gemeinde Neudrossenfeld im Landkreis Kulmbach (Oberfranken, Bayern). Rudolphsberg liegt in der Gemarkung Muckenreuth.

## Geographie
Die Einöde liegt am Rande des Limmersdorfer Forstes in Hanglage westlich des Rottelbachs, einem linken Zufluss des Roten Mains. Ein Anliegerweg führt nach Jöslein (0,3 km östlich).

## Geschichte
1796 wurde ein Haus erwähnt, das sich auf dem Flurgrundstück Obere Leithen bei Jöslein befand. Dieses ist mit Rudolphsberg gleichzusetzen. 1811 wurde es als Tropfhaus bezeichnet, 1835 wurde dieses erstmals Rudolphsberg genannt. Das Bestimmungswort ist der Personen- oder Familienname Rudolf.
Von 1797 bis 1810 unterstand der Ort dem Justiz- und Kammeramt Bayreuth. Mit dem Gemeindeedikt wurde Rudolphsberg dem 1811 gebildeten Steuerdistrikt Altenplos und der 1812 gebildeten gleichnamigen Ruralgemeinde zugewiesen. Mit dem Zweiten Gemeindeedikt (1818) wurde der Ort an die neu gebildete Ruralgemeinde Muckenreuth überwiesen. Am 1. Juli 1972 wurde Rudolphsberg im Zuge der Gebietsreform in Bayern nach Neudrossenfeld eingegliedert.

### Einwohnerentwicklung
| Jahr      | 001818 | 001861 | 001871 | 001885 | 001900 | 001925 | 001950 | 001961 | 001970 | 001987 |
| Einwohner | *      | 6      | 9      | 5      | 5      | 5      | 6      | 4      | 4      | 3      |
| Häuser    | *      |        |        | 1      | 1      | 1      | 2      | 1      |        | 1      |
| Quelle    | [ 7 ]  | [ 10 ] | [ 11 ] | [ 12 ] | [ 13 ] | [ 14 ] | [ 15 ] | [ 16 ] | [ 17 ] | [ 1 ]  |

## Religion
Rudolphsberg ist evangelisch-lutherisch geprägt und nach Neudrossenfeld gepfarrt.